# Wymiarki
Wymiarki (in tedesco Wiesau) è un comune rurale polacco del distretto di Żagań, nel voivodato di Lubusz.
Ricopre una superficie di 63,09 km² e nel 2004 contava 2 481 abitanti.